# 吴文简祠
吴文简祠是浙江省庆元县一座祠堂建筑，位于庆元县举水乡月山村。吴文简祠始建于明嘉靖元年，设有门楼、正堂、后堂三进，占地面积688.04平方米，建筑包含如意拱、减柱造、雕花柱础等。2019年，吴文简祠成为第八批全国重点文物保护单位。